# يانيس باركا
يانيس باركا (بالفرنسية: Yanis Barka)‏ (ولد في 18 أبريل 1998) هو لاعب كرة قدم فرنسي يلعب كمهاجم.

## روابط خارجية
- يانيس باركا على موقع رابطة كرة القدم الفرنسية للمحترفين (الإنجليزية)
- يانيس باركا على موقع قاعدة بيانات كرة القدم.إي يو (الإنجليزية)
- يانيس باركا على موقع Soccerway.com (الإنجليزية)